# Coatlán del Río
Coatlán del Río es una localidad que representa la cabecera del municipio de Coatlán del Río, ubicado en el estado de Morelos en México.. Tiene una población total de 2,028 habitantes con un grado de marginación bajo. Se localiza a una distancia aproximada de 65km de la ciudad de Cuernavaca.

## Geografía
A través de la localidad fluye el río Chalma, el cual se extiende hasta las localidades de la Colonia Morelos y Cocoyotla.

## Historia
El palacio municipal fue construido por el Coronel de Caballería Ezequiel Cruz Ortiz quien nació en este poblado el 10 de abril de 1890.

## Fiestas y Costumbres
Durante el 31 de diciembre se realizan visitas a los domicilios de los habitantes vistiendo disfraces de ancianos y durante las 19 y 20 horas del día, personas disfrazadas de muertes y diablos cabalgan alrededor del pueblo con fin de simbolizar el final del año. 
Asimismo, el primer día del nuevo año personas disfrazadas de diablos y muertes recorren las calles llevando consigo una carreola  en la cual una persona se disfraza de bebé para representar el nuevo año.
La Semana Santa se celebra en la parroquia de la localidad colocando huertos alrededor del atrio construidos con horcones de madera, ramas de palma de coco y hojas de plátano.